# メルツォ
メルツォ（伊: Melzo）は、イタリア共和国ロンバルディア州ミラノ県にある、人口約18,000人の基礎自治体（コムーネ）。

## 地理

### 位置・広がり

#### 隣接コムーネ
隣接するコムーネは以下の通り。
- カッシーナ・デ・ペッキ
- ゴルゴンゾーラ
- リスカーテ
- ポッツオーロ・マルテザーナ
- トルッカッツァーノ
- ヴィニャーテ

### 地震分類
イタリアの地震リスク階級 (it) では、3 に分類される
。

## 姉妹都市
- Vilafranca del Penedès、スペイン